# Xiaokou
Xiaokou (kinesiska: 肖口) är en köping i östra Kina. Den ligger i Taihe härad i staden Fuyang i provinsen Anhui, omkring 220 kilometer nordväst om provinshuvudstaden Hefei. Antalet invånare är 46057. Befolkningen består av 24 388 kvinnor och 21 669 män. Barn under 15 år utgör 22,0 %, vuxna 15-64 år 66 %, och äldre över 65 år 10,0 %.